# جيمس كوينتون
جيمس كوينتون (بالإنجليزية: James Quinton)‏ (12 مايو 1874 في الهند - 22 ديسمبر 1922 بريدنغ في المملكة المتحدة) هو لاعب كريكت بريطاني (وحمل سابقاً جنسية المملكة المتحدة لبريطانيا العظمى وأيرلندا). لعب مع نادي مقاطعة هامبشاير للكريكت ‏ ونادي الكريكت في جامعة أكسفورد ‏.

## وصلات خارجية
- جيمس كوينتون على موقع إي آس بي آن كريك إنفو (الإنجليزية)